# Conservatório Navarro de Música Pablo Sarasate

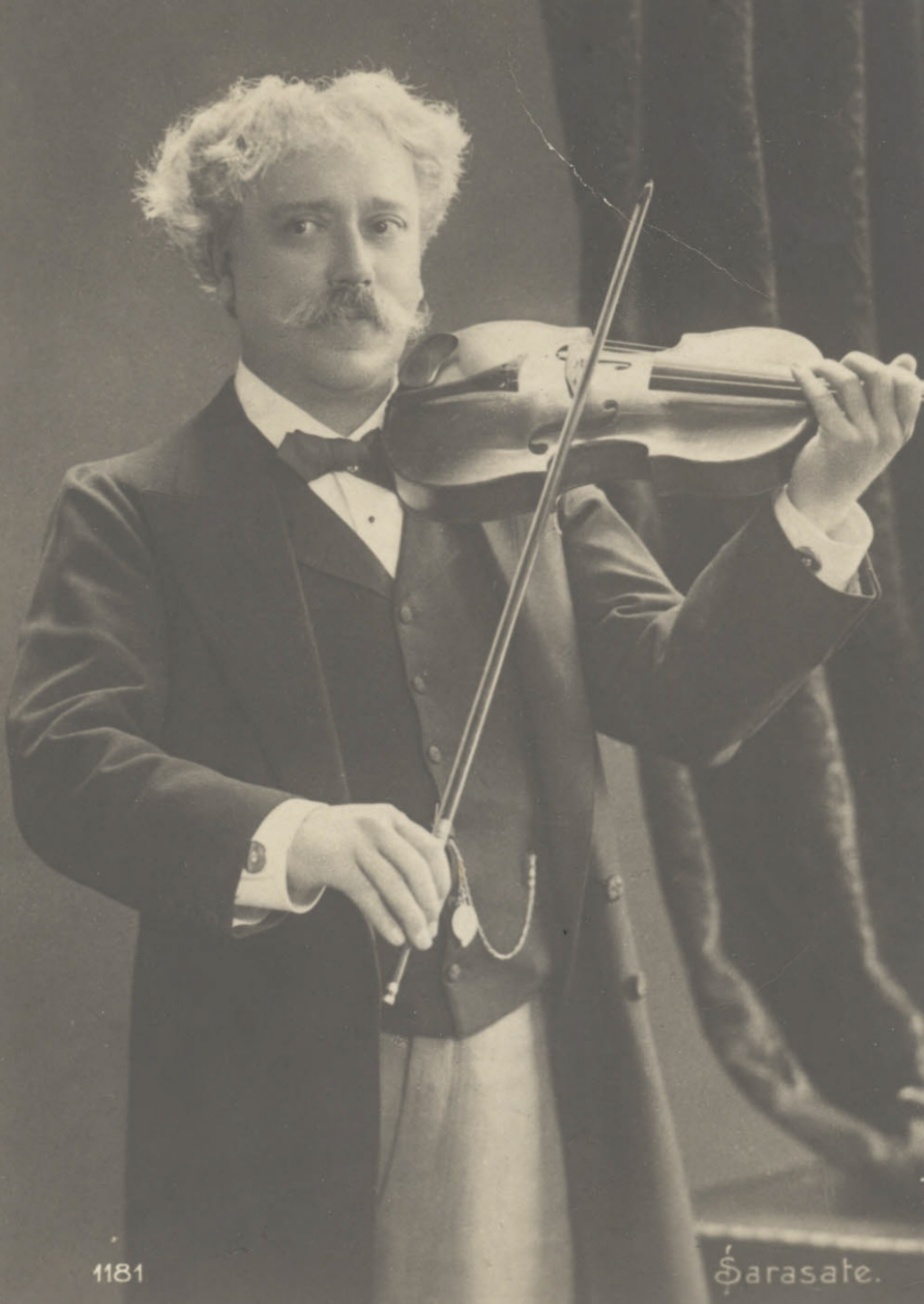
Pablo de Sarasate, violinista e compositor pamplonês que em cuja honra foi batizado o conservatório

O Conservatório Navarro de Música Pablo Sarasate é um centro educativo de música sediado em Pamplona, a capital da Comunidade Foral de Navarra, Espanha. Foi criado em 1858 como Escola Municipal de Música, passando a ser designado como conservatório em setembro de 1957. Foi batizado em honra do grande violinista e compositor pamplonês Pablo de Sarasate.
Em 2004-2005 o antigo conservatório foi dividido em duas entidades distintas:  o Conservatório Profissional de Música Pablo Sarasate e o Conservatório Superior de Música de Navarra. O primeiro esteve  instalado no Palácio de Ezpeleta, na Calle Mayor do Casco Antiguo até 2011; nesse mesmo ano, o segundo funcionava nas antigas instalações, na Calle Aoiz do Segundo Ensanche.

## História
O Ayuntamiento de Pamplona promoveu em 1858 a Escola Municipal de Música, a qual foi posteriormente denominada Academia Municipal de Música e que foi o segundo centro de ensino musical em Espanha, depois do Real Conservatório Superior de Música de Madrid.
Com base na Academia, a Deputação Foral de Navarra criou em 1956 o Conservatório Navarro de Música Pablo Sarasate, cujo primeiro curso foi iniciado a 3 de setembro de 1957. Entre os envolvidos nesta iniciativa podem citar-se o empresário Félix Huarte Goñi, músicos navarros como Martín Lipúzcoa (que foi o primeiro diretor do conservatório) e o compositor tudelano Fernando Remacha.
No ano letivo 2004-2005 foi levada a cabo a separação física e administrativa entre o Conservatório Profissional de Música Pablo Sarasate e o Conservatório Superior de Música de Navarra. Em 1990 tinha sido criado no âmbito do conservatório o Conservatorio Superior Pablo Sarasate, o antecessor do Conservatório Superior de Música de Navarra.
Em meados de 2011 estava em construção uma nova sede para ambas as escolas. Estava então previsto que as obras terminassem em junho desse ano e que no ano letivo de 2011-2012 o Conservatório Superior funcionasse nas novas instalações., integradas na chamada Ciudad de la Música, um complexo com 15 550 m² de área, promovido pelo Governo de Navarra situado no bairro de Mendebaldea, no qual também irá funcionar o Conservatório Profissional. As custos da construção da Ciudad de la Música estavam estimadas entre de 21 a 28 milhões de euros.